# 江口県
江口県（こうこう-けん）は中華人民共和国貴州省銅仁市に位置する県。

## 行政区画
下部に2街道、6鎮、2民族郷を管轄する。
- 街道
  - 双江街道、凱徳街道
- 鎮
  - 閔孝鎮、太平鎮、壩盤鎮、民和鎮、桃映鎮、怒渓鎮
- 民族郷
  - 徳旺トゥチャ族ミャオ族郷、官和トン族トゥチャ族ミャオ族郷

## 交通

### 鉄道
- 中国鉄路総公司
  - 渝懐線
    - 桃映駅

### 道路
- 高速道路
  - 杭瑞高速道路
  - S30 江黔高速道路